# McKinnis Peak
Der McKinnis Peak ist ein 510 m hoher Berg im Norden des ostantarktischen Viktorialands. In den Wilson Hills ragt er 3 km südöstlich der Holladay-Nunatakker auf einer Halbinsel, die durch den Tomilin- und den Noll-Gletscher im Westen sowie durch das Gillett-Schelfeis im Osten eingefasst ist.
Der United States Geological Survey kartierte ihn anhand eigener Vermessungen und Luftaufnahmen der United States Navy aus den Jahren von 1960 bis 1963. Das Advisory Committee on Antarctic Names benannte ihn 1970 nach Joe D. McKinnis, Flugzeugmeelektriker und Besatzungsmitglied einer LC-130F bei der Operation Deep Freeze im Jahr 1969.